# 貝利岩
貝利岩（英語：Bailey Rocks）是南極洲的岩石，位於威爾克斯地，屬於風車群島的一部分，根據美國海軍拍攝空中照片繪入地圖，現時由南極條約體系管理。